# 15.ª etapa da Volta a Espanha de 2017
A 15.ª etapa da Volta a Espanha de 2017 teve lugar a 3 de setembro de 2017 entre Alcalá la Real e a Estação de esqui da Serra Nevada sobre um percurso de montanha de 129,4 km.

## Classificação da etapa
| \| Classificação por etapas \| Classificação por etapas \| Classificação por etapas \| Classificação por etapas \| Classificação por etapas \| \| Ciclista \| Ciclista \| Equipe \| Tempo \| \| \| ------------------------ \| ------------------------ \| ------------------------ \| ------------------------ \| ------------------------ \| \| 1. \| Miguel Ángel López \| Astana \| 3h34m51s \| \| \| 2. \| Ilnur Zakarin \| Katusha-Alpecin \| + 36s \| \| \| 3. \| Wilco Kelderman \| Team Sunweb \| + 45s \| \| \| 4. \| Esteban Chaves \| Orica-Scott \| + 47s \| \| \| 5. \| Chris Froome \| Team Sky \| + 47s \| \| \| 6. \| Michael Woods \| Cannondale-Drapac \| + 50s \| \| \| 7. \| Vincenzo Nibali \| Bahrain-Merida \| + 53s \| \| \| 8. \| Wout Poels \| Team Sky \| + 53s \| \| \| 9. \| Louis Meintjes \| UAE Team Emirates \| + 53s \| \| \| 10. \| Pello Bilbao \| Astana \| + 1m02s \| \| |                    |                   |          |
| |                    |                   |          |
| Fonte: ProCyclingStats |                    |                   |          |
| Classificação por etapas |                    |                   |          |
| Ciclista | Ciclista           | Equipe            | Tempo    |
| 1. | Miguel Ángel López | Astana            | 3h34m51s |
| 2. | Ilnur Zakarin      | Katusha-Alpecin   | + 36s    |
| 3. | Wilco Kelderman    | Team Sunweb       | + 45s    |
| 4. | Esteban Chaves     | Orica-Scott       | + 47s    |
| 5. | Chris Froome       | Team Sky          | + 47s    |
| 6. | Michael Woods      | Cannondale-Drapac | + 50s    |
| 7. | Vincenzo Nibali    | Bahrain-Merida    | + 53s    |
| 8. | Wout Poels         | Team Sky          | + 53s    |
| 9. | Louis Meintjes     | UAE Team Emirates | + 53s    |
| 10. | Pello Bilbao       | Astana            | + 1m02s  |

## Classificações ao final da etapa

### Classificação geral
| \| Classificação geral \| Classificação geral \| Classificação geral \| Classificação geral \| Classificação geral \| \| Ciclista \| Ciclista \| Equipe \| Tempo \| \| \| ------------------- \| ------------------- \| ------------------- \| ------------------- \| ------------------- \| \| 1. \| Chris Froome \| Team Sky \| 62h06m25s \| \| \| 2. \| Vincenzo Nibali \| Bahrain-Merida \| + 1m01s \| \| \| 3. \| Ilnur Zakarin \| Katusha-Alpecin \| + 2m08s \| \| \| 4. \| Wilco Kelderman \| Team Sunweb \| + 2m11s \| \| \| 5. \| Esteban Chaves \| Orica-Scott \| + 2m39s \| \| \| 6. \| Miguel Ángel López \| Astana \| + 2m51s \| \| \| 7. \| Fabio Aru \| Astana \| + 3m24s \| \| \| 8. \| Michael Woods \| Cannondale-Drapac \| + 3m26s \| \| \| 9. \| Alberto Contador \| Trek-Segafredo \| + 3m59s \| \| \| 10. \| Wout Poels \| Team Sky \| + 5m22s \| \| |                    |                   |           |
| |                    |                   |           |
| Fonte: ProCyclingStats |                    |                   |           |
| Classificação geral |                    |                   |           |
| Ciclista | Ciclista           | Equipe            | Tempo     |
| 1. | Chris Froome       | Team Sky          | 62h06m25s |
| 2. | Vincenzo Nibali    | Bahrain-Merida    | + 1m01s   |
| 3. | Ilnur Zakarin      | Katusha-Alpecin   | + 2m08s   |
| 4. | Wilco Kelderman    | Team Sunweb       | + 2m11s   |
| 5. | Esteban Chaves     | Orica-Scott       | + 2m39s   |
| 6. | Miguel Ángel López | Astana            | + 2m51s   |
| 7. | Fabio Aru          | Astana            | + 3m24s   |
| 8. | Michael Woods      | Cannondale-Drapac | + 3m26s   |
| 9. | Alberto Contador   | Trek-Segafredo    | + 3m59s   |
| 10. | Wout Poels         | Team Sky          | + 5m22s   |

### Classificação por pontos
| Classificação por pontos | Classificação por pontos | Classificação por pontos | Classificação por pontos | Classificação por pontos |
| Ciclista                 | Ciclista                 | Equipe                   | Pontos                   |                          |
| ------------------------ | ------------------------ | ------------------------ | ------------------------ | ------------------------ |
| 1.                       | Chris Froome             | Team Sky                 | 110 pts                  |                          |
| 2.                       | Matteo Trentin           | Quick-Step Floors        | 107 pts                  |                          |
| 3.                       | Vincenzo Nibali          | Bahrain-Merida           | 88 pts                   |                          |
| 4.                       | Miguel Ángel López       | Astana                   | 74 pts                   |                          |
| 5.                       | Wilco Kelderman          | Team Sunweb              | 62 pts                   |                          |
| 6.                       | Esteban Chaves           | Orica-Scott              | 61 pts                   |                          |
| 7.                       | Paweł Poljański          | Bora-Hansgrohe           | 58 pts                   |                          |
| 8.                       | José Joaquín Rojas       | Movistar Team            | 57 pts                   |                          |
| 9.                       | Tomasz Marczyński        | Lotto-Soudal             | 54 pts                   |                          |
| 10.                      | Ilnur Zakarin            | Katusha-Alpecin          | 53 pts                   |                          |

### Classificação por equipas
| Classificação por equipes | Classificação por equipes | Classificação por equipes | Classificação por equipes |
| Equipe                    | Equipe                    | Tempo                     |                           |
| ------------------------- | ------------------------- | ------------------------- | ------------------------- |
| 1.                        | Astana                    | 185h51m26s                |                           |
| 2.                        | Sky                       | + 12m38s                  |                           |
| 3.                        | Movistar Team             | + 31m21s                  |                           |
| 4.                        | UAE Team Emirates         | + 47m47s                  |                           |
| 5.                        | Orica-Scott               | + 1h06m36s                |                           |
| 6.                        | Lotto NL-Jumbo            | + 1h31m48s                |                           |
| 7.                        | Caja Rural-Seguros RGA    | + 1h38m35s                |                           |
| 8.                        | Bahrain-Merida            | + 1h53m12s                |                           |
| 9.                        | BMC Racing Team           | + 1h59m53s                |                           |
| 10.                       | Trek-Segafredo            | + 2h01m40s                |                           |